# Єлецька операція
Єлецька наступальна операція (рос. Елецкая операция) — фронтова контрнаступальна операція радянських військ правого крила Південно-Західного фронту в ході битви за Москву у грудні 1941 року. Метою операції був оточення та розгром угруповання 2-ї армії вермахту поблизу міста Єлець і створення сприятливих умов для подальшого наступу на захід.

## Історія
Єлецька наступальна операція проводилася в ході стратегічного зимового контрнаступу Червоної армії під Москвою з 6 до 16 грудня 1941 року. За задумом командувача Південно-Західним фронтом маршала Радянського Союзу Тимошенка С. К. планувалося нанесення двох ударів: головного — силами фронтової оперативної групи генерал-лейтенанта Ф. Я. Костенка на Лівни та допоміжний — ударною групою 13-ї армії генерала Городнянського А. М. в обхід Єльця з північного заходу. Активними діями визначених формувань планувалося оточити та знищити підрозділи XXXIV командування особливого призначення 2-ї польової армії Р. Шмідта, яка перейшла до оборони проти лівого крила Західного фронту.
6 грудня 1941 року ударне угруповання 13-ї армії перейшло в наступ. Своїми діями воно скувало противника та відволікло увагу німецького командування від напрямку головного удару. 7 грудня в наступ перейшла оперативна група генерала Ф. Я. Костенка, яка успішно прорвала лінію оборони противника та вийшла в тил його єлецького угруповання. Того ж дня війська 13-ї армії зав'язали бої безпосередньо з Єлець, 9 грудня місто було звільнене від нацистських окупантів.
До 10 грудня формування групи Костенка Ф. Я. перерізали дорогу Лівни — Єлець, позбавивши противника можливості відступити на захід. Використовуючи успіх, а також просування лівого крила Західного фронту, в наступ перейшли 3-тя армія генерала Я. Г. Крейзера та частина сил 40-ї армії Південно-Західного фронту. За 10 днів наступу війська правого крила Південно-Західного фронту просунулися на захід на глибину до 80-100 км, визволили близько 400 населених пунктів.
У районі західніше Єльця були оточені та знищені основні сили двох піхотних дивізій вермахту: 45-ї генерал-лейтенанта Ф. Шліпера та 134-ї генерала К. фон Кохенгаузена. Втрати противника становили біля 16 000 осіб, було захоплено 150 гармат та мінометів, 250 кулеметів, понад 700 одиниць автомобільної техніки та інше військове майно противника. Командир 134-ї піхотної дивізії генерал-лейтенант Конрад фон Кохенгаузен загинув під час спроби прорватися з кільця оточення.
В ході Єлецької наступальної операції Південно-Західний фронт завдав серйозної поразки 2-ій армії і відволік на себе частину 2-ї танкової армії противника, надавши цим допомогу Західному фронту, що виконував головну задачу в контрнаступ під Москвою.